# Свиная голова

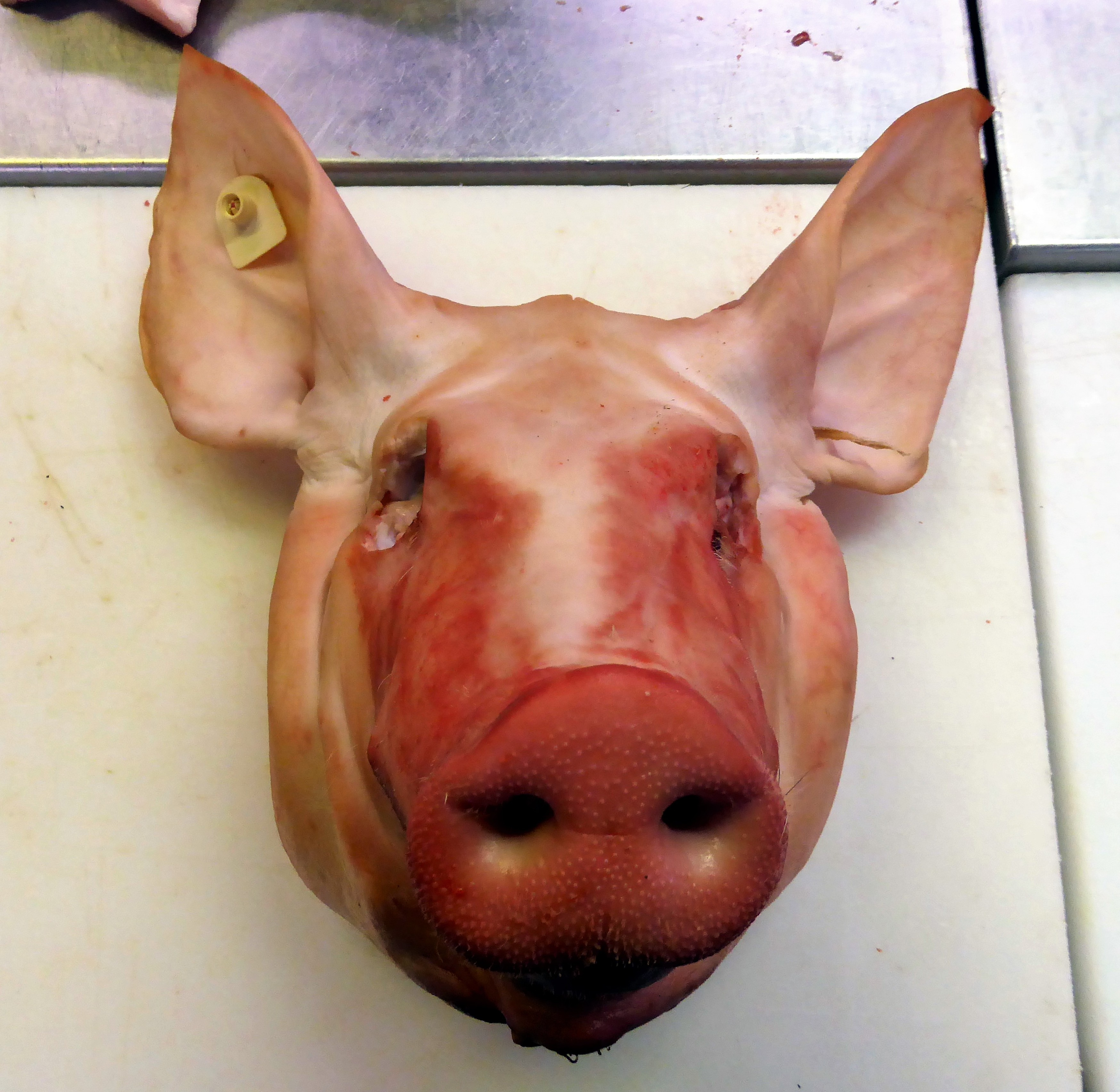
Свиная голова

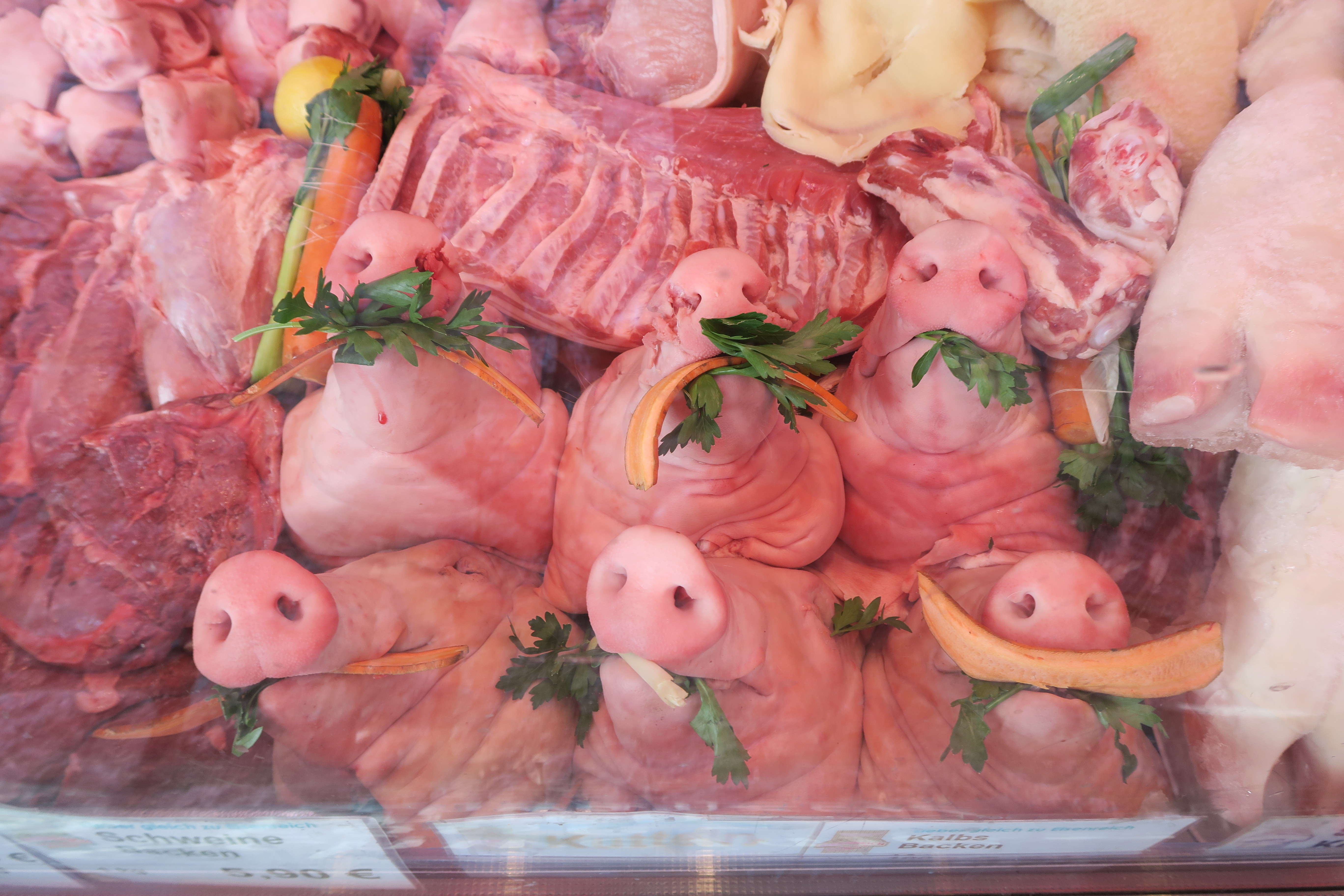
Свиные головы на витрине мясной лавки на мюнхенском Виктуалиенмаркте

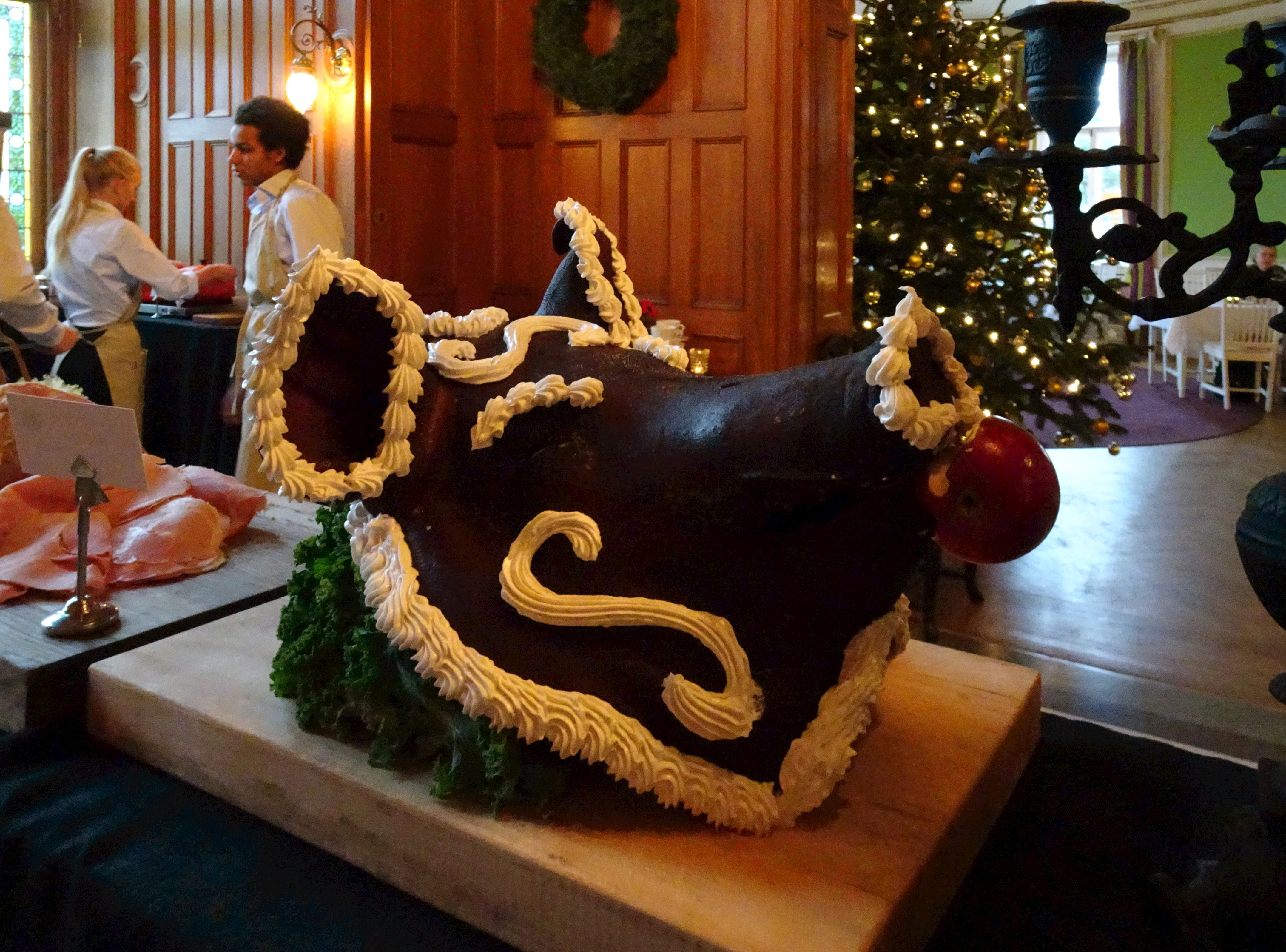
Свиная голова в украшении шведского стола

Свиную голову подали, — сплошь

Оловянное блюдо покрыла...

У нас и поныне лавровым листом

Украшают свиные рыла.
Свиная голова — получаемый при переработке свиней мясокостный субпродукт без языка и мозгов, с её составными частями: кожей, мышечной тканью, жиром и костями.
Из свиных голов в русской кухне готовят студни, в немецкой и украинской кухне свиную голову отваривают с кореньями и пряностями, отделённое от костей мясо подают с хреном. В советском издании «Библиотека повара» 1960 года приводится рецепт отварного мяса свиной головы в белом соусе с морковью, репой и солёными огурцами. В немецкой и западнославянских кухнях из мясной обрези свиных и говяжьих голов готовят рулеты, зельцы и сальтисоны. Обработанную нитритной солью или копчёную деликатесную щековину, на севере Германии подают к грюнколю. В некоторых азиатских кухнях деликатесом считаются свиные уши, для приготовления которых имеется целый ряд разнообразных рецептов, а в Болгарии отваренные и поджаренные на гриле свиные уши подают на закуску к пиву, в Испании свиные уши жарят с чесноком. В европейской традиции жареные или запечённые свиные головы с лимоном, овощами или фруктами в пасти часто устанавливались целиком на праздничные столы в качестве украшения. В русской кухне свиные головы перед приготовлением вымачивали в воде с уксусом и специями и отваривали, предварительно начинив фаршем из печени с луком и булкой, и сервировали на блюде украшенными ланспиком.
На мясокомбинатах после разделки туши в цехе убоя и отделения ушей, щековин и языка свиные головы поступают в субпродуктовый цех, где производится очистка от щетины на специальных бильных машинах центрифугах и вручную и последующая опалка. Промытые свиные головы разрубают вдоль на две половины при помощи специальной машины или секача так, чтобы не повредить мозг и гипофиз. Если голову не разрубают, то мозг и гипофиз извлекают через затылочное отверстие с помощью специальных щипцов «гипоэкстрактора» или на специальном станке. Обвалка свиных голов производится вручную на стационарном или конвейерном столе и заключается в отделении губ, удалении мяса с верхней и нижней челюстей и зачистке остатков мяса. Ввиду большой трудоёмкости обвалки голов при относительно небольшом выходе мяса, свиные головы, предназначенные для розничной торговли, предприятий общественного питания и зверохозяйств, не обваливаются.